# Rudi Kosmač
Rudi Kosmač, slovenski igralec in pedagog, * 23. junij 1932, Dovje, † 29. september 1981, Ljubljana.
Rudi Kosmač je bil eden vodilnih igralcev Drame SNG v Ljubljani, v svoji igralski karieri pa je sodelova tudi z neinstitucionalnimi gledališči, največ z Odrom 57. Kot igralec je nastopil v številnih televizijskih dramah in slovenskih filmih, med katerimi velja izpostaviti filme Koplji pod brezo, Lucija, Samorastniki, Dolina miru ter Balada o trobenti in oblaku. 
Leta 1973 je postal profesor za umetniško besedo na Akademiji za gledališče, radio, film in televizijo. 

## Nagrade
- Nagrada Prešernovega sklada (1976) - za vlogo Milka v Kmeclovi monodrami Lepa Vida ali Problem Svetega Ožbolta
- Borštnikova diploma (1977) - za vlogo Milka v Kmeclovi monodrami Lepa Vida ali Problem Svetega Ožbolta